# Francisco Ruiz Lozano
Francisco Ruiz Lozano (ur. w 1607 roku w Oruro, zm. w 1677 roku w Meksyku) – peruwiański wojskowy, matematyk i astronom.

## Życiorys
Urodził się w Oruro (obecnie w Boliwii). Studiował nauki matematyczne (matematykę oraz m.in. hydrografię) w kolegium jezuickim Colegio Real de San Martìn w Limie. W 1651 roku wyjechał do Meksyku, by studiować na Narodowym Uniwersytecie Meksykańskim. Uczył się tam m.in. nawigacji, a także prowadził obserwacje astronomiczne wraz z meksykańskim astronomem Diego Rodríguezem (m.in. komety widocznej w 1652 roku).
Gdy powrócił do Limy w 1655 roku, został mianowany przez wicekróla Peru Luisa Enríqueza de Guzmán kapitanem piechoty i wziął udział w wyprawie do prowincji Concepción, mającej na celu stłumienie powstania Indian.
Od 1657 roku kierował założoną wówczas szkołą morską, a także objął urząd Cosmógrafo Mayor del Virreinato del Perú. Do jego obowiązków należało opracowywanie almanachów i instrukcji dla żeglarzy. Był też nauczycielem synów wicekróla.
W 1665 opublikował w Limie traktat zatytułowany Tratado de Cometas, observación y juicio del que se vió en esta ciudad de los Reyes, y generalmente en todo el Mundo, por los fines del año 1664 y principios de 1665, który był pierwszą publikacją dotyczącą europejskich obserwacji astronomicznych prowadzonych w Ameryce Południowej.